# 夕焼けの松ちゃん浜ちゃん
『夕焼けの松ちゃん浜ちゃん』（ゆうやけのまっちゃんはまちゃん）は、1990年12月1日から1991年9月21日まで朝日放送（ABC TV）で放送されていたダウンタウン主演の公開コント番組。放送時間は毎週土曜16:00 - 17:00 （日本標準時）。
この項目では、1991年10月6日から1992年3月29日まで朝日放送日曜正午の『日曜笑劇場』で放送されていた『松ちゃん浜ちゃんの純情通り三番地』（まっちゃんはまちゃんのじゅんじょうどおりさんばんち）についても触れる。

## 概要
吉本新喜劇とほぼ同様の進行形式であり、収録もなんばグランド花月で行われていた。新喜劇と違う点は、メインキャストの役柄とセットが固定されており、一話完結の連続ドラマのような形式で行われていたことである。舞台はダウンタウンの2人が生まれ育った兵庫県尼崎市で、主人公・浜田（演：浜田雅功）の実家であるコンビニエンスストアの店内と店先で物語の全てが繰り広げられていた。コンビニの前には東野（演：東野幸治）の家のビデオ屋がある。
オープニングには、ダウンタウンの2人が新喜劇の芸人や一般人を舞台に上げていじるミニコーナーがあった。本番組のオープニングテーマ「17才はBreeze」は所ジョージが作詞・作曲したもので、歌唱は浜田が担当していた。この曲は、ダウンタウンのミニアルバム『GOBU-GOBU』に収録されている。
『夕焼け』当時、朝日放送では土曜午後にテレビ朝日系列 (ANN) のゴルフ中継がよく編成されていた。そのため、放送休止になることも多かった。
番組はその後、1991年秋の改編で4年半ぶりに編成された『日曜笑劇場』へ移動。同時にタイトルが『松ちゃん浜ちゃんの純情通り三番地』に変更され、放送枠が45分に短縮された。また、オープニングテーマもザ・ワイルドワンズが歌う曲に変更された。この『純情通り三番地』の終了後、土曜深夜の新番組として『摩訶不思議 ダウンタウンの…!?』がスタートした。

## キャスト
浜田：浜田雅功
尼崎にあるコンビニ「浜田屋」の息子。両親は既にいない。姉2人と妹に囲まれ、いつも仕事を押し付けられている。
松本：松本人志
浜田の幼馴染。プー太郎。金に意地汚く、毎回トラブルを起こす。
花子：山田花子
松本の妹。ブサイクキャラ。
美保：中山美保
浜田の姉で長女。おばはんキャラ。いつも仕事をせずに遊んでいる。
由美：末成由美
浜田の姉で次女。同じくおばはん。いつも浜田に仕事を押し付けて姉と遊びに行く。
やすえ：未知やすえ
浜田の妹で三女。しっかり者。ときどき巻き舌でヤクザ言葉を使ってまくし立てる。
おかん：木村祐一
松本の母親。花子と一緒に出てくることが多い。
今田：今田耕司
浜田たちの同級生。6浪中の浪人生で、初期にはドテラに瓶底メガネと典型的な格好をしていた。浜田屋でアルバイトをしている。
板尾：板尾創路
浜田たちの同級生。配送の仕事をしており、浜田の店にも商品を運んでいる。
蔵野：蔵野孝洋（ほんこん）
浜田たちの同級生で板尾の同僚。やすえに惚れている。
東野：東野幸治
浜田の店の向かいのレンタルビデオ屋「いずこ屋」の息子。浜田たちの同級生。初期のみチャーリーと同じメガネをかけていた。
チャーリー：チャーリー浜
東野の父親でいずこ屋の店主。役割は新喜劇と同じ。
ココ：メンバメイ・ココ
東野の妹。
珠代：島田珠代
浜田のことが好きな女子高生。
ヒロ：吉田ヒロ
浜田の卒業した高校の番長。出るたびにギャグを披露して浜田にしばかれている。
雄大：岩瀬雄大
ヒロの仲間。セリフはほとんど無い。
校長先生：井上竜夫
浜田たちが通っていた学校の校長先生。うすらボケている。
このほか、ほぼ毎回池乃めだか、内場勝則、島木譲二などの新喜劇のメンバーがゲスト出演していた。

## スタッフ
- 構成：萩原芳樹、大工富明、木村和彦、佐藤英治
- TD：村上宣正
- CAM：林謙一郎、前田昌彦、大徳隆一、岩崎寛
- AUD：後藤田利彦、上野太
- 効果：久保秀夫
- 編集：スタジオQ
- VE：竹本昌之
- VTR：阪倉清孝
- 照明：藤井隆司
- 美術デザイン：増田寿子
- 大道具：つむら工芸、すくらんぶる

| 朝日放送 土曜16:00枠                                      | 朝日放送 土曜16:00枠                                               | 朝日放送 土曜16:00枠                                               |
| 前番組                                                    | 番組名                                                             | 次番組                                                             |
| --------------------------------------------------------- | ------------------------------------------------------------------ | ------------------------------------------------------------------ |
| ワールドプロレスリング ※深夜枠へ移動                      | 夕焼けの松ちゃん浜ちゃん （1990年12月1日 - 1991年9月21日）         | （単発枠）                                                         |
| 朝日放送 日曜12:00枠 （ここから『日曜笑劇場』）           |                                                                    |                                                                    |
| 食卓の大冒険 （1990年1月 - 1991年9月） ※水曜19:00枠へ移動 | 松ちゃん浜ちゃんの純情通り三番地 （1991年10月6日 - 1992年3月29日） | ファンキーモンキー寛平先生がゆく! （1992年4月5日 - 1994年3月27日） |